# Calocoenia paurosoma
Calocoenia paurosoma är en tvåvingeart som först beskrevs av Sturtevant och Wheeler 1954.  Calocoenia paurosoma ingår i släktet Calocoenia och familjen vattenflugor. Arten är reproducerande i Sverige. Inga underarter finns listade i Catalogue of Life.